# BMW X6 (E71)
BMW X6 (E71) — позашляховик і кросовер купе виробництва автовиробника BMW 6 Серії. BMW використовує назву Sport Activity Coupé (SAC).
Концепт X6 був представлений на виставці IAA 2007 у Франкфурті-на-Майні та надійшов у серійне виробництво навесні 2008 року; серійна модель була офіційно представлена на північноамериканському міжнародному автосалоні 2008 року. Поки більшість BMW X6 (E71), як і X5 (E70), виготовлявся на заводі BMW в Грір (Південна Кароліна), а для російського ринку, до березня 2022 року випускалась на заводі «Автотор» в Калінінграді.

## Технології
Автомобіль, який випускається на ринок з травня 2008 року, не тільки має систему повного приводу, яку BMW продає під маркою xDrive, але також стандартно поставляється з системою активного керування поворотом, відомою як Dynamic Performance Control (DPC). Система повного приводу xDrive плавно розподіляє тягове зусилля між передньою та задньою осями . DPC, нещодавно представлений виробником у X6, також забезпечує безступінчатий розподіл крутного моменту між лівим і правим заднім колесом, завдяки чому досягається ефект кермування, подібний до ефекту автомобіля з ланцюговим приводом, навіть якщо напрямок руху є як і раніше в першу чергу визначається положенням передніх коліс.
Функції, які також доступні в інших моделях BMW:
- Активне рульове управління (регулювання співвідношення керма до швидкості)
- Adaptive Drive (стабілізація крену та автоматичне регулювання амортизатора)
- Адаптивні фари (краще освітлення поворотів)
- Проекційний дисплей (проеціювання важливої інформації на лобове скло)
- Навігаційна система Professional з функцією TV
- Регулювання рівня (пневматична підвіска на задній осі для більшої стабільності та комфорту під навантаженням)
- камера резервного копіювання
- Чотирьохзонний автоматичний клімат-контроль

З березня 2010 року восьмиступінчастий автомат встановлювався стандартно на всіх моделях, крім X6 M.

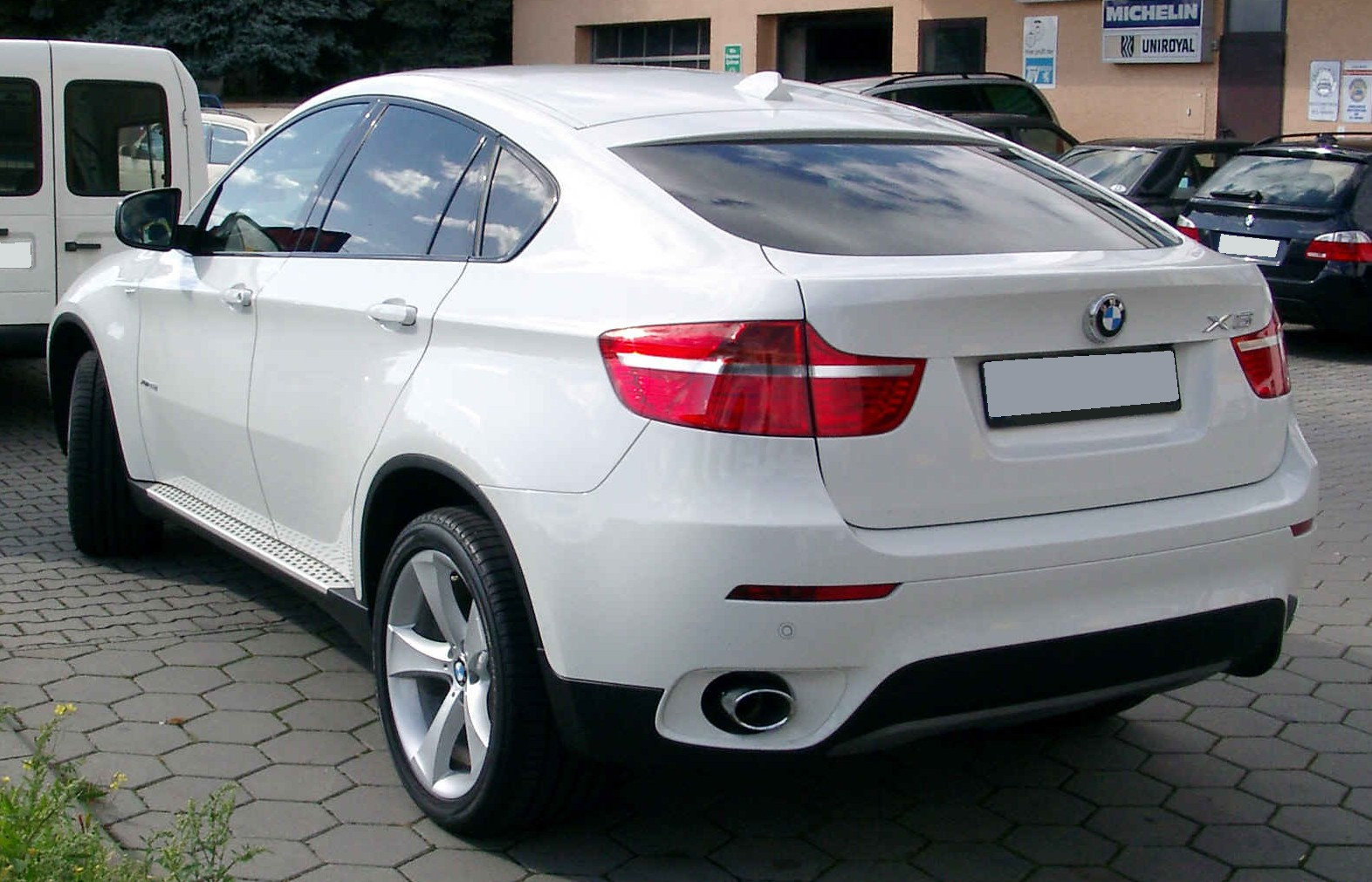
Вид ззаді
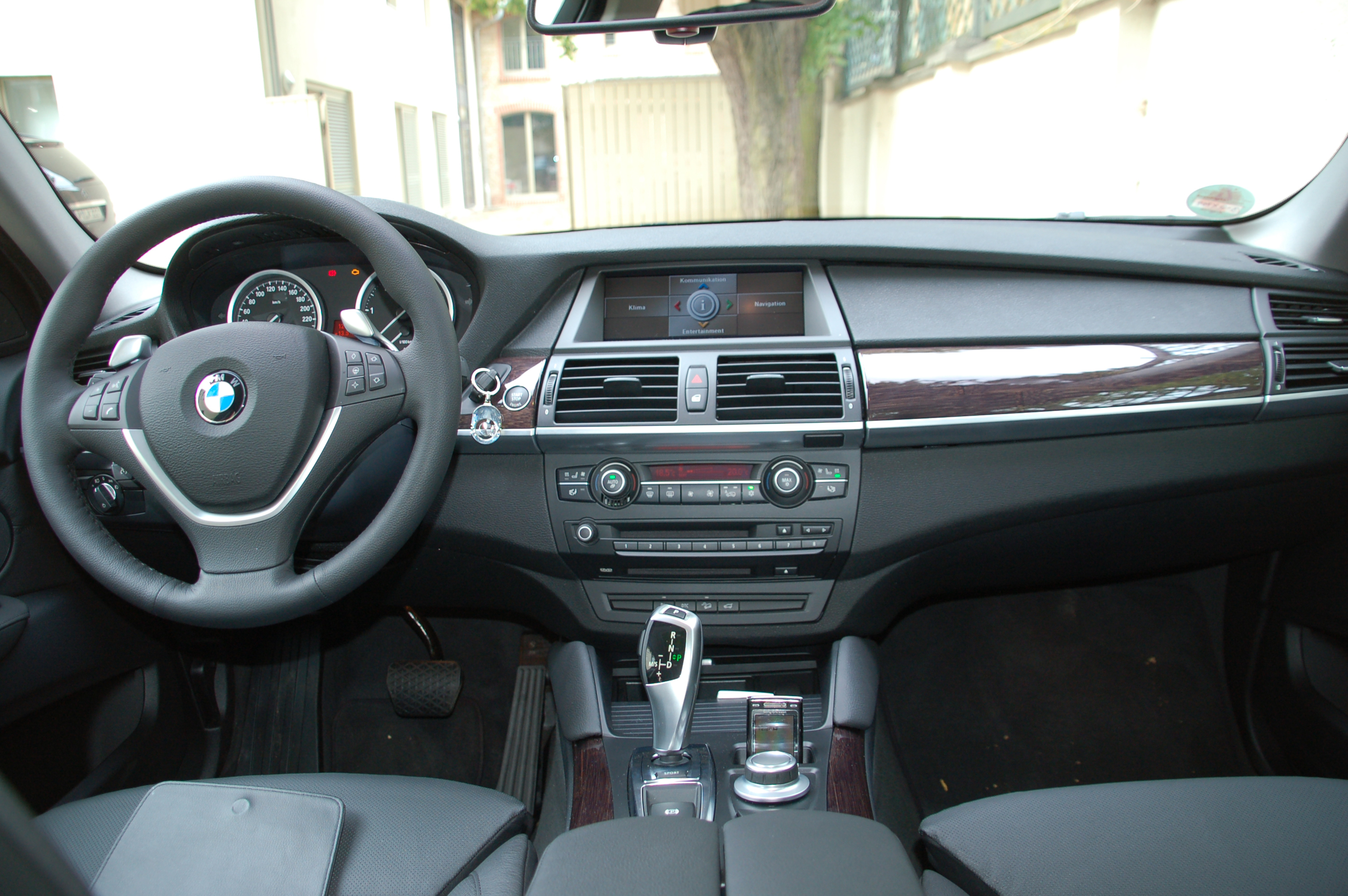
Інтер'єр
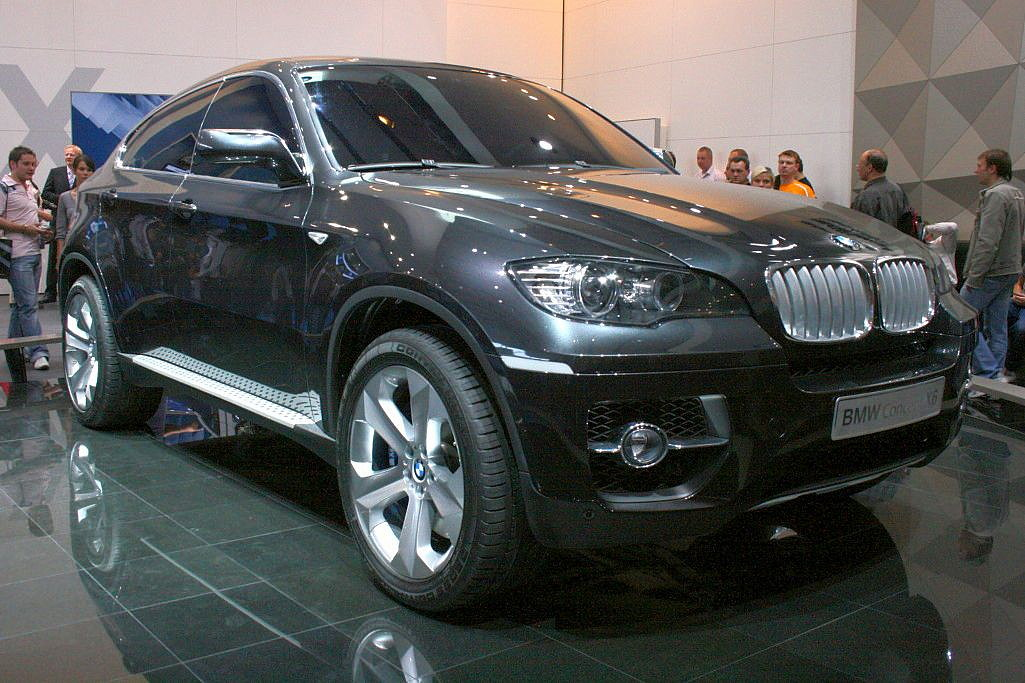
BMW X6 на IAA у Франкфурті
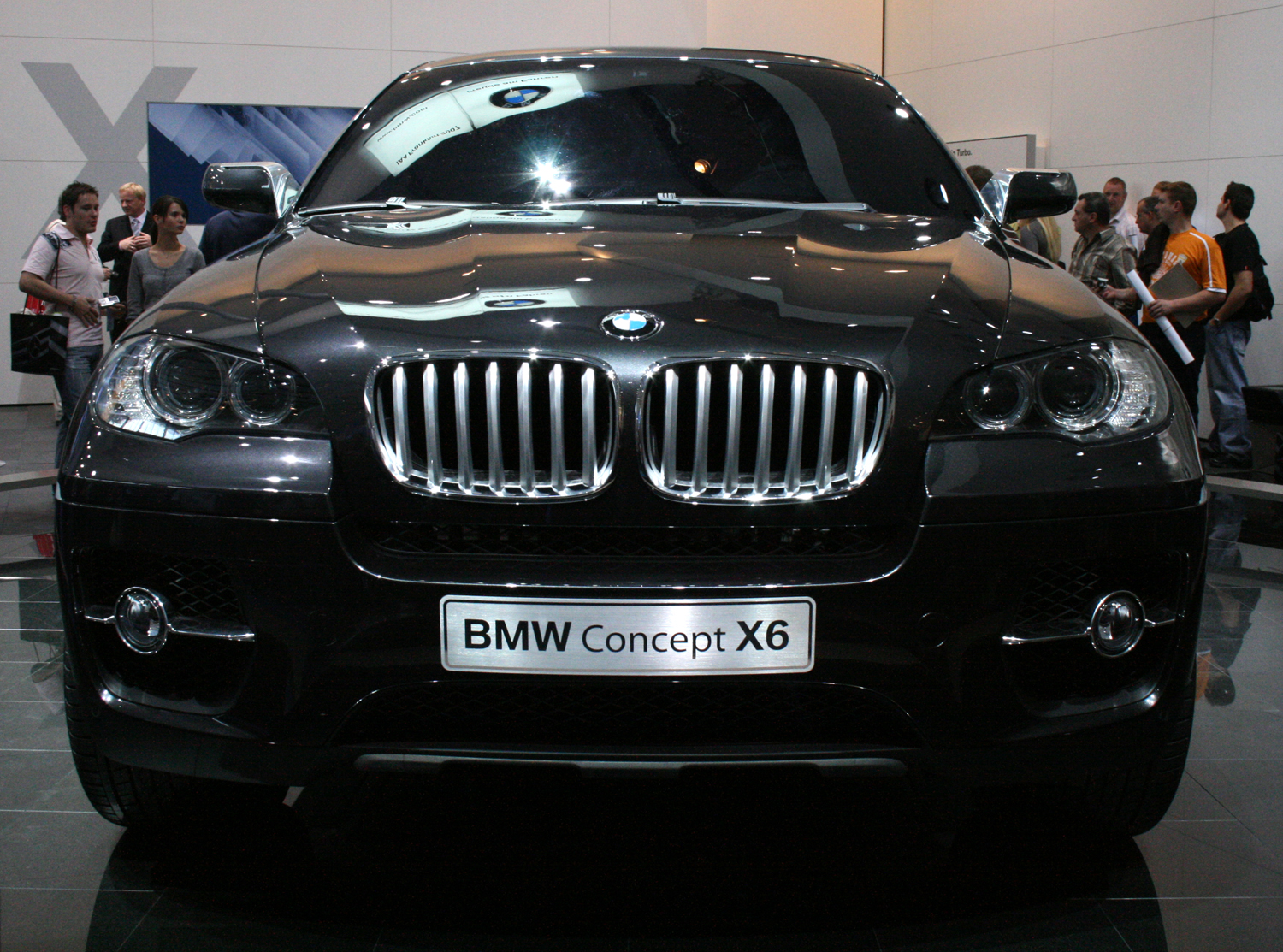
BMW X6
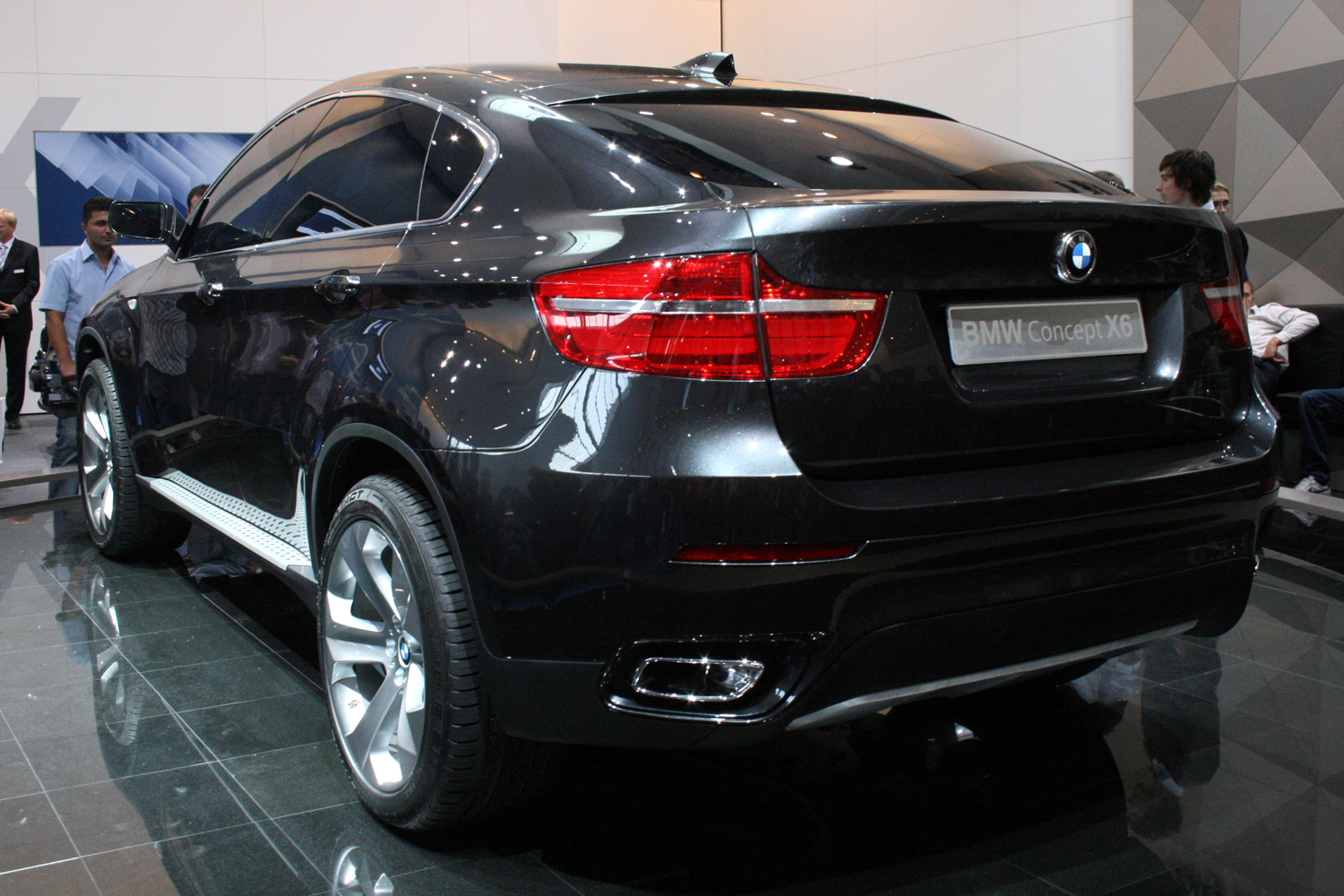
BMW X6 вид ззаду
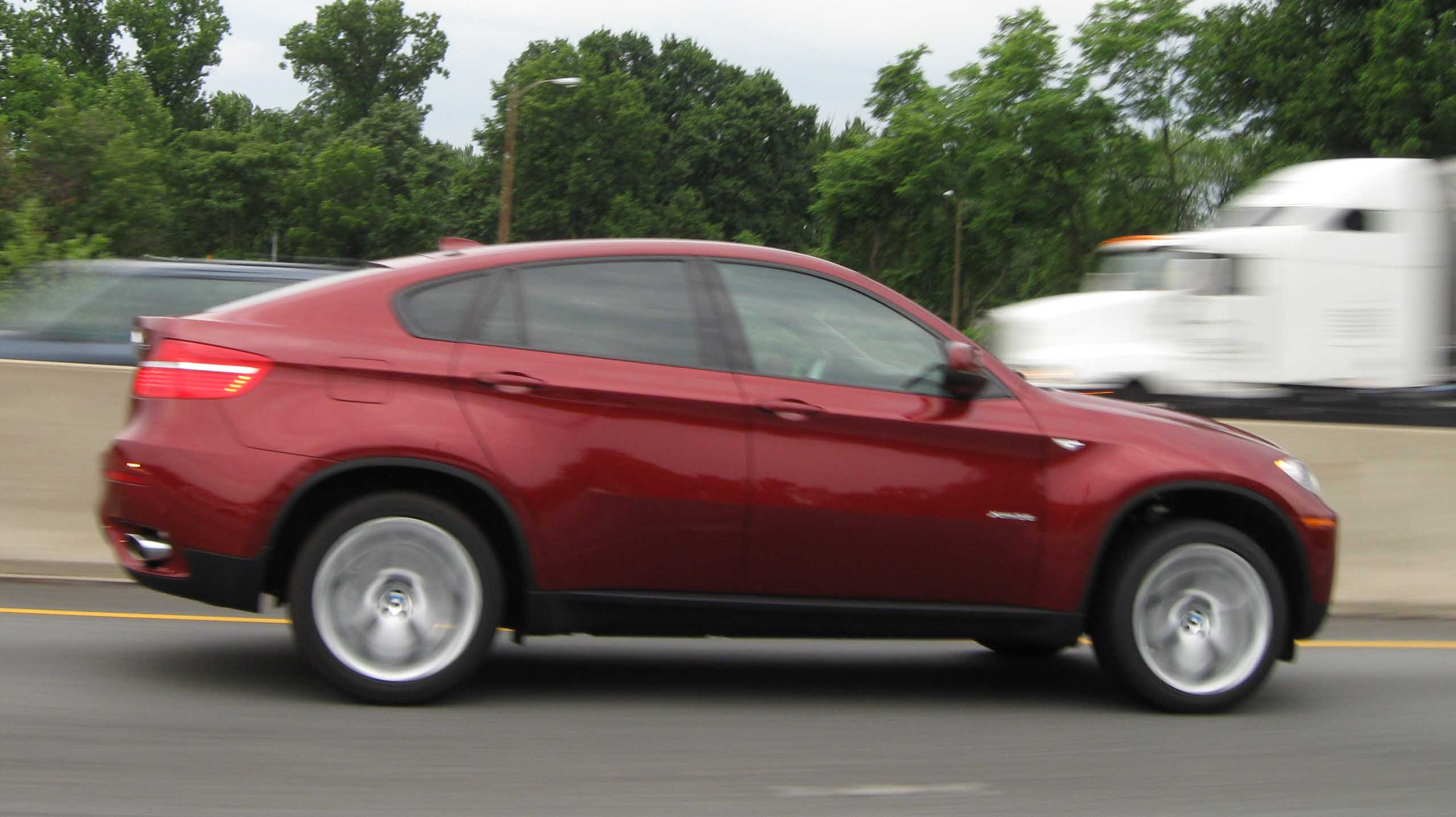
BMW X6, у Сілвер-Спрінг, Меріленд, США.
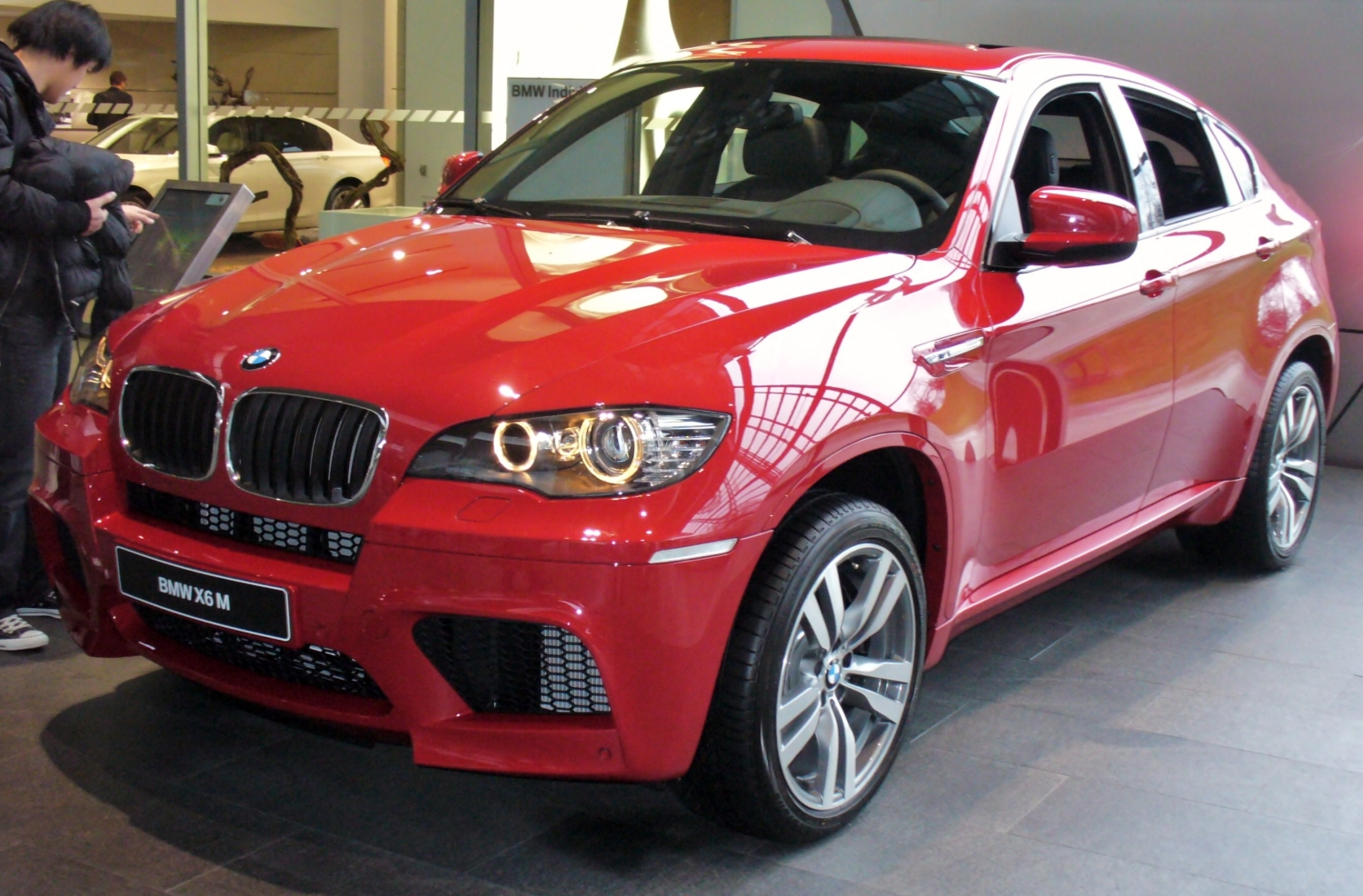
BMW X6 M рестайлінг

## Мотори
Нещодавно розроблений 4,4-літровий двигун V8 був вперше запропонований у X6, який мав High Precision Injection (безпосереднє вприскування бензину другого покоління) і технологію подвійного турбонаддуву. Першим у світі було розташування двох турбокомпресорів між двома рядами циліндрів V8.
У 2010 році твін-турбо двигун xDrive35i був замінений на N55 з турбонаддувом (твін-скрол).
Для зменшення споживання палива були використані такі заходи Efficient Dynamics, як регенерація енергії гальм, шини зі зниженим опором коченню та контроль повітряних заслінок.
Більш екологічна та економічна гібридна версія X6, яка вже була представлена у Франкфурті під назвою BMW Concept X6 ActiveHybrid, була представлена восени 2009 року. їй 13 мм довший за звичайний X6, а також має дещо іншу передню частину.
X6 M презентували в літку 2009 року в Атланті, штат Джорджія США. Який мав бітурбо V8, який є першим двигуном M з турбонаддувом. Основою для двигуна M є відомий 4,4-літровий V8, який також встановлюється в xDrive50i. Крім того, X6 M разом із X5 M — перша модель M, яка оснащена системою повного приводу xDrive, яка, як і інші електронні системи шасі, зазнала спеціального налаштування M для ще кращої динаміки водіння.

### Бензинові двигуни
|                                                               | xDrive35i                        | xDrive35i                   | xDrive50i                                    | X6M                         | Активний гібрид X6               |
| ------------------------------------------------------------- | -------------------------------- | --------------------------- | -------------------------------------------- | --------------------------- | -------------------------------- |
| Роки будівництва                                              | 01/2008—03/2010                  | 04/2010—06/2014             | 05/2008—06/2014                              | 06/2009—06/2014             | 10/2009—12/2011                  |
| Тип двигуна                                                   | Бензиновий двигун                | Бензиновий двигун           | Бензиновий двигун                            | Бензиновий двигун           | Повний гібрид (бензин/електрика) |
| Компонування двигуна                                          | R6                               | R6                          | V8                                           | V8                          | V8                               |
| Нагнітач                                                      | Два турбокомпресора              | Турбокомпресор              | Бітурбо                                      | Бітурбо                     | Бітурбо                          |
| Приготування суміші                                           | Пряме впорскування пального      | Пряме впорскування пального | Пряме впорскування пального                  | Пряме впорскування пального | Пряме впорскування пального      |
| Змінна фаза газорозподілу                                     | –                                | Valvetronic                 | –                                            | –                           | –                                |
| Код двигуна                                                   | N54B30                           | N55B30                      | N63B44                                       | S63B44                      | N63B44                           |
| Об'єм                                                         | 2979 cc                          | 2979 cc                     | 4395 cc                                      | 4395 cc                     | 4395 cc                          |
| Макс. Потужність при 1/хв                                     | 225 кВт (306 к.с.)/5800-6250 (3) | 225 кВт (306 к.с.)/5800     | 300 кВт (408 к.с.)/5500-6400 (4)             | 408 кВт (555 к.с.)/6000     | 357 кВт (485 PS) (5)             |
| Макс. Крутний момент при 1/хв                                 | 400 Нм/ 1300-5000                | 400 Нм/ 1200-5000           | 600 Нм/ 1750-4500                            | 680 Нм/ 1500-5650           | 780 Нм (5)                       |
| Коробка передач стандартна                                    | 6-ступінчастий автомат           | 8-ступінчастий автомат      | 6-ступінчастий автомат / 8-ступ  автомат (6) | 6-ступінчастий автомат      | 8-ступінчастий автомат           |
| Привід, стандарт                                              | Повний привід (xDrive)           | Повний привід (xDrive)      | Повний привід (xDrive)                       | Повний привід (xDrive)      | Повний привід (xDrive)           |
| Прискорення, 0-100 км/год за с                                | 6.7                              | 6.7                         | 5.4                                          | 4.7                         | 5.6                              |
| Найвища швидкість, км/год                                     | 240                              | 240                         | 250                                          | 250 (7)                     | 236                              |
| Витрата палива відповідно до директиви ЄЕС, змішаний л/100 км | 10.9                             | 10.1                        | 12:5-12:9                                    | 13.9                        | 9.9                              |
| Викиди CO 2 з серійним обладнанням, змішане в г/км            | 262                              | 236                         | 292-299                                      | 325                         | 231                              |
| Споряджена маса (ЄС)                                          | 2145                             | 2145                        | 2265                                         | 2380                        | 2525                             |
| Стандарт викидів Класифікація ЄС                              | Євро 5                           | Євро 5                      | Євро 5                                       | Євро 5                      | Євро 5                           |

### Дизельні двигуни
|                                                               | xDrive30d                                    | xDrive30d                                    | xDrive35d                                    | xDrive40d                      | M50d                           |
| ------------------------------------------------------------- | -------------------------------------------- | -------------------------------------------- | -------------------------------------------- | ------------------------------ | ------------------------------ |
| Роки будівництва                                              | 05/2008–04/2010                              | 04/2010–06/2014                              | 01/2008–04/2010                              | 04/2010–06/2014                | 07/2012–06/2014                |
| Тип двигуна                                                   | Дизельний двигун                             | Дизельний двигун                             | Дизельний двигун                             | Дизельний двигун               | Дизельний двигун               |
| Компонування двигуна                                          | R6                                           | R6                                           | R6                                           | R6                             | R6                             |
| Нагнітач                                                      | Турбокомпресор зі змінною геометрією турбіни | Турбокомпресор зі змінною геометрією турбіни | Турбокомпресор зі змінною геометрією турбіни | ВаріаторБітурбо                | Три турбокомпресори            |
| Приготування суміші                                           | Пряме вприскування Common Rail               | Пряме вприскування Common Rail               | Пряме вприскування Common Rail               | Пряме вприскування Common Rail | Пряме вприскування Common Rail |
| Код двигуна                                                   | M57D30TU2                                    | N57D30OL                                     | M57D30TU2                                    | N57D30TOP                      | N57S                           |
| Об'єм                                                         | 2993 cc                                      | 2993 cc                                      | 2993 cc                                      | 2993 cc                        | 2993 cc                        |
| Макс. Потужність при 1/хв                                     | 173 кВт (235 к.с.)/4000                      | 180 кВт (245 к.с.)/4000                      | 210 кВт (286 к.с.)/4400                      | 225 кВт (306 к.с.)/4400        | 280 кВт (381 к.с.)/4000-4400   |
| Макс. Крутний момент при 1/хв                                 | 520 Нм/ 2000-2750                            | 540 Нм/ 1750-3000                            | 580 Нм/ 1750-2250 роки                       | 600 Нм/ 1500-2500              | 740 Нм/ 2000-3000              |
| Коробка передач стандартна                                    | 6-ступінчастий автомат                       | 8-ступінчастий автомат                       | 6-ступінчастий автомат                       | 8-ступінчастий автомат         | 8-ступінчастий автомат         |
| Привід, стандарт                                              | Повний привід (xDrive)                       | Повний привід (xDrive)                       | Повний привід (xDrive)                       | Повний привід (xDrive)         | Повний привід (xDrive)         |
| Прискорення, 0-100 км/год за с                                | 8.0                                          | 7.5                                          | 6.9                                          | 6.5                            | 5.3                            |
| Маскимальна швидкість, км/год                                 | 210 (220) (1)                                | 222                                          | 236                                          | 236                            | 250                            |
| Витрата палива відповідно до директиви ЄЕС, змішаний л/100 км | 8.2                                          | 7.4                                          | 8.3                                          | 7.5                            | 7.7                            |
| Викиди CO 2 з серійним обладнанням, змішане в г/км            | 217                                          | 195                                          | 220                                          | 198                            | 204                            |
| Споряджена маса (ЄС)                                          | 1940-2150 роки                               | 2150                                         | 1950-2185 роки                               | 2185                           | 2225-2285                      |
| Стандарт викидів Класифікація ЄС                              | Євро 4                                       | Євро 4                                       | Євро 4                                       | Євро 4                         | Євро 4                         |

### ActiveHybrid X6 (E72)
Повний гібридний варіант X6 був запущений у 2010-04 і раніше був показаний на IAA 2007 як концепт BMW X6 ActiveHybrid. Автомобіль також має один у моделі X6 50i встановлений 4,4-літровий двигун V8 з подвійним турбонаддувом і потужністю 300 кВт (407 к.с.) при 5500-6400 об / хв і крутний момент 600 Нм при 1750-4500 хвилин −1 . Двигун внутрішнього згоряння підтримується двома електродвигунами, вбудованими в корпус трансмісії з 67 кВт або 63 кВт (91 PS або 86 PS). Два електродвигуни забезпечують 280 Нм і 260 Доступний Нм крутного моменту, який можна викликати практично з першого оберту. Максимальна продуктивність системи становить 357 кВт (485 к.с.) і загальний крутний момент 780 Нм. Нікель-метал-гідридна батарея встановлена під підлогою багажника як накопичувач енергії, корисна ємність якої становить 2,6 кВт/год і окремим контуром водяного охолодження. Акумулятор NiMH заряджається шляхом рекуперації під час гальмування або штовхання. Для цього, залежно від ситуації на дорозі, один або обидва електродвигуни беруть на себе функцію генератора. Так звана дворежимна активна трансмісія походить від співпраці з Daimler AG і являє собою безступінчасту автоматичну коробку передач, яка може працювати в двох робочих режимах із розділенням потужності: один режим спеціально для запуску та низьких швидкостей, інший для руху на більш високі швидкості. Під час запуску працює лише один із двох електродвигунів, і X6 може рухатися виключно на електриці до швидкості 60. Виробник зазначив що максимальний запас ходу від електротяги становить 4 км. При потребі більшої потужністі, другий електродвигун запускає двигун внутрішнього згоряння, а потім діє як генератор.
На відміну від сестринських моделей зі звичайним приводом, Active Гібрид у X6 немає ні DPC, ні активного рульового керування, ні адаптивного приводу, головним чином через розмір і вагу. Вага автомобіля є більшою приблизно на 250 кг., завдяки встановленим гібридним компонентам, та може становити до 2525 кг. в сухому стані.

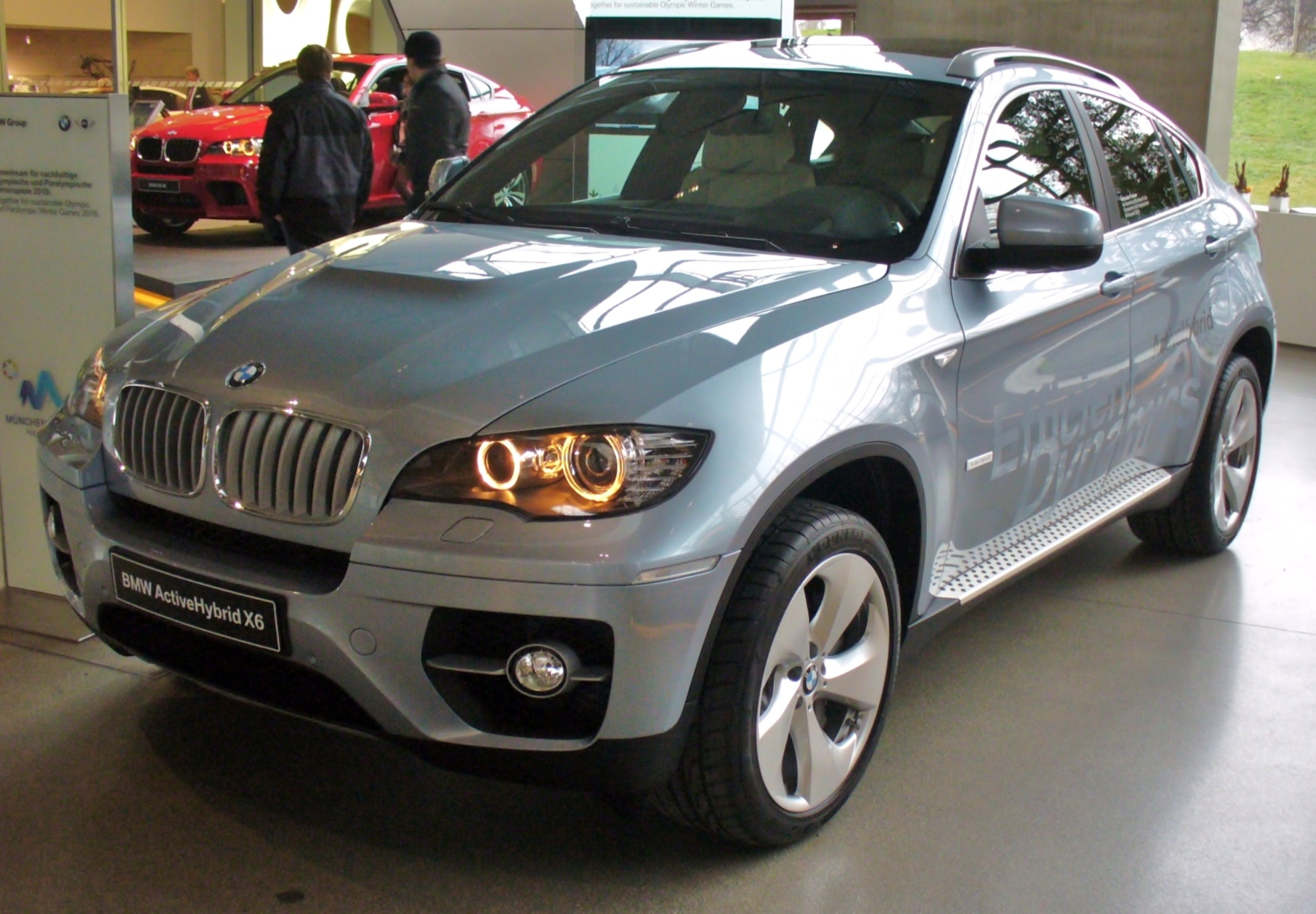
BMW ActiveHybrid X6

## Рестайлінг
У травні 2011 року X6 був доопрацьований, рестайлінгова модель була представлена на Женевському автосалоні 2012. Візуальні оновлення включають світлодіодні габаритні ліхтарі та задні ліхтарі, а також дещо змінені передні та задні фартухи.У всій лінійці пройшла заміна коробки передач з 6 ступенів на 8 ступенів.
Проте технічною інновацією став X6 M50d, яка є спортивною версією M з дизельним двигуном. Його трилітровий рядний шестициліндровий двигун розвивав 280 кВт (381 PS) та 770 нм.

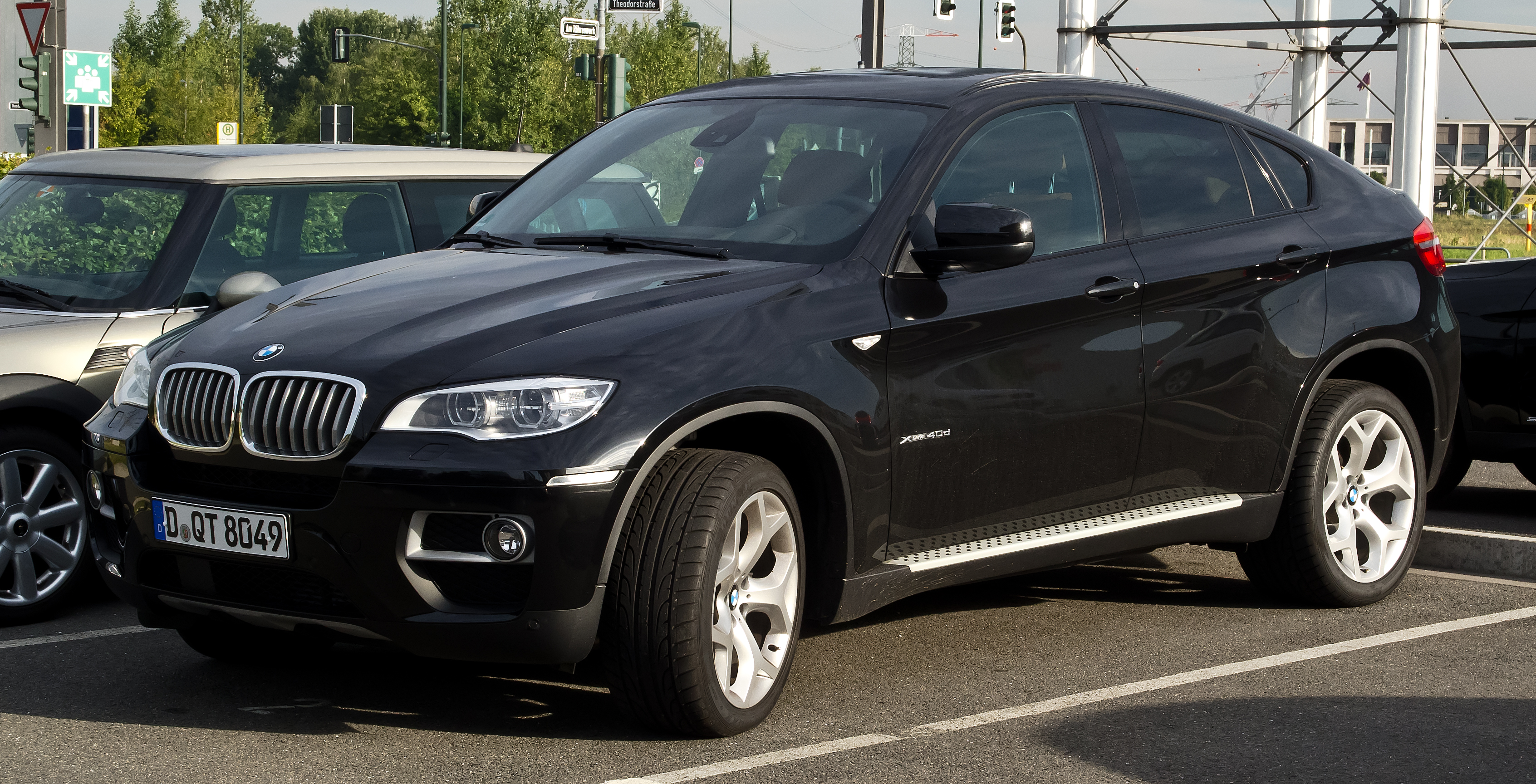
BMW X6 (з 2012 року)

## Відкликання
- 2011 та 2013: небезпека пожежі через несправний нагрівач паливного фільтра (роки будівництва 2008/2009).
- 2018: Поломка карданного валу між переднім мостом і роздавальною коробкою (2010—2013 роки випуску)[1].

## Нагороди
- «Позашляховик року 2009» в категорії «Кросовер» за версією читачів журналу Off Road
- Internet Auto Award у класі «SUV & 4X4»